# Franzone

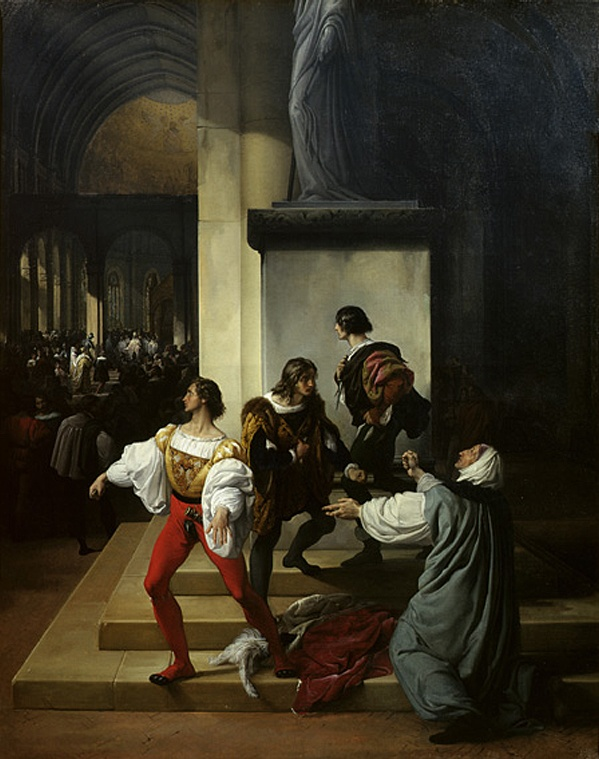
Francesco Hayez, La congiura dei Lampugnani, 1826.

Franzone (... – Milano, 2 gennaio 1477) era un servo della famiglia Lampugnani di Milano e una figura nell'assassinio di Galeazzo Maria Sforza, Duca di Milano.

## Biografia
Franzone era un servo di Giovanni Andrea Lampugnani, il capo cospiratore del complotto per assassinare il duca milanese.
Poco si sa della sua vita fino all'assassinio, in cui Franzone era presente nella Chiesa di Santo Stefano, insieme ai tre assassini e a una trentina di altri sostenitori.
Quando il corteo del Duca giunse alla messa, Lampugnani e gli altri due assassini (Girolamo Olgiati e Carlo Visconti) si presentarono davanti al Duca, Lampugnani cadendo su un ginocchio. Dopo un breve scambio di parole, Lampugnani si alzò all'improvviso, pugnalando il Duca all'inguine e al petto. Ben presto venne raggiunto da Franzone, Visconti e Olgiati. Mentre il Duca moriva dissanguato nella chiesa, un testimone sostenne che Franzone abbia immerso le sue mani direttamente nel sangue che scorreva.
Nel pandemonio che ne seguì, Franzone riuscì a fuggire, così come tutti gli altri assassini tranne Lampugnani, che venne ucciso. Franzone venne ritrovato il giorno dopo, però, con delle calze che mostravano i colori dei Lampugnani. Sommariamente torturato, rinunciò a rivelare le identità di Visconti e Olgiati, e i tre furono giustiziati pubblicamente il 2 gennaio 1477. I corpi dei tre uomini furono strappati dall'inguine al collo e apposti alle porte di Milano come monito per gli altri; le teste erano separate ed esposte su lance sul campanile della città.